# 성쉬안화이

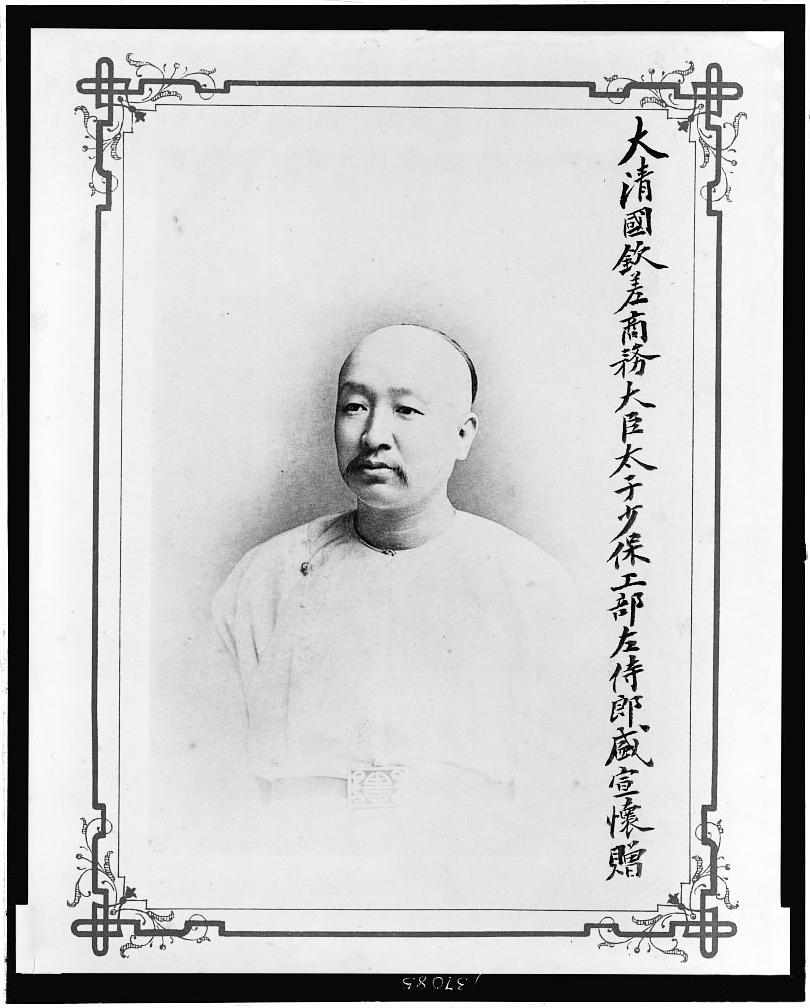
성쉬안화이

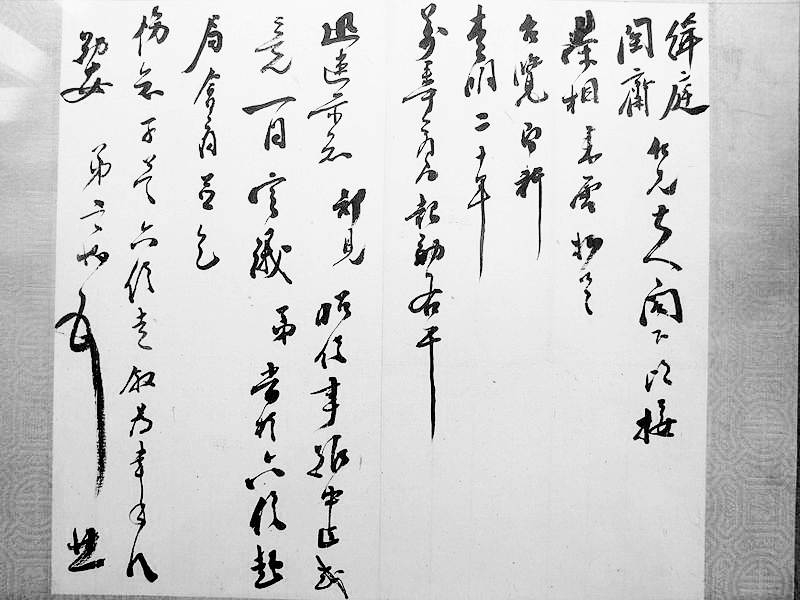
성쉬안화이의 서법

성쉬안화이(중국어 간체자: 盛宣怀, 정체자: 盛宣懷, 병음: Shèng Xuānhuái, 1844년 11월 4일 - 1916년 4월 27일)는 청나라 말기의 정치가, 사업가, 교육가이다. 자는 행손(杏蓀) 또는 유욱(幼勖). 양무운동(洋務運動)의 대표인물 중 한 사람이다.

## 생애
강소성 상주부(常州府) 출신으로 아버지 성강(盛康)이 이홍장과 친분 관계가 있었기 때문에 1870년에 성선회는 이홍장의 막료(幕僚)가 되었다. 성선회는 상선의 건조를 이홍장에 제언하고 이홍장의 수용 곳에 되었다. 이홍장은 배를 만드는 윤선초상국(輪船招商局)을 설립하고 성선회에게 사업을 위임했다. 또한 1875년에는 호북(湖北)의 석탄·철광석 업무를 위탁하게 되었다. 1879년에는 이홍장에 전보 사업을 제안했고, 1881년에는 천진(天津), 상해(上海) 간의 전보 사업을 시작했다. 이듬해에는 외국인이 연해부에 전보망을 개설하지 못하도록 상하이에서 광주(廣州), 영파(寧波), 복주(福州), 하문(廈門)의 전신선을 부설했다. 1892년 상해에서 화성방직 공장을 열고 방직 사업을 시작했다. 1895년, 직례총독 왕문소를 통해 광서제(光緒帝)에 서양식 학교의 설립을 건의하고 천진북양서학학당(天津北洋西學學堂)을 설립하였다. 이것이 현재 천진대학(天津大學)의 전신이다. 또한 1896년에는 철도 사업을 시작하여 상해에 남양공학(南洋工學)을 창설하였다. 이것은 현재 상해교통대학(上海交通大學)의 전신이다. 같은 해 상해중국통상은행(上海中國通商銀行)을 열었다. 1898년, 평매광을 설립했다. 이것은 이후 한양철창(漢陽鐵廠), 대치철광(大治鐵礦), 강서평향매광(江西萍鄕煤礦)과의 합병을 통해 중국 최초 철강 콤비나트인 한야평매철창광공사(漢冶萍煤鐵廠礦公司)(한야평공사漢冶平公司)가 되었다.

### 의화단의 난
1900년, 의화단의 난이 일어나 청나라 조정이 열강에 선전 포고를 했을 때에, 이홍장, 장지동(張之洞), 유곤일(劉坤一) 등 지방 총독(總督)은 열강과 “동남상호협정”을 맺고 중앙의 명령을 무시했지만, 성선회가 이것을 정리하였다. 1905년, 중국 적십자회(적십자)를 창설했다.
1907년, 북경의 부름을 받고 출사하여 우전부시랑(郵電部侍郞)에 임명되었다. 1910년, 원세개(袁世凱)가 파면되면서 성선회는 중용되었고 이듬해에는 우전부장관에 임명되었다. 성선회는 철도 국유화를 시도했지만, 사천(四川), 광동(廣東), 호북(湖北), 호남(湖南)에서 보로운동(保路運動)이 일어나, 1911년 10월 10일의 무창봉기를 초래하게 되었다. 성선회는 철도 국유화 정책이 잡음을 일으켰다는 혐의로 파면되어 일본으로 망명했다.
중화민국(中華民國) 성립 후 상해로 돌아와 윤선초상국과 한야평매철창광공사 사업을 계속했다.

## 같이 보기
- 보로운동
- 의화단의 난
- 양무운동
- 정관잉